# Clerota arrowi
Clerota arrowi är en skalbaggsart som beskrevs av Oliver Erichson Janson 1917. Clerota arrowi ingår i släktet Clerota och familjen Cetoniidae. Inga underarter finns listade i Catalogue of Life.